# Hyperoglyphe perciformis
Hyperoglyphe perciformis е вид бодлоперка от семейство Centrolophidae. Видът не е застрашен от изчезване.

## Разпространение и местообитание
Разпространен е в Канада и САЩ (Вашингтон, Вирджиния, Делауеър, Джорджия, Кънектикът, Масачузетс, Мейн, Мериленд, Ню Джърси, Род Айлънд, Северна Каролина, Флорида и Южна Каролина).
Обитава крайбрежията на морета и заливи.

## Описание
На дължина достигат до 91 cm, а теглото им е не повече от 12,3 kg.